# Dreamtime (escalade)
Pour les articles homonymes, voir Dreamtime.
Dreamtime est une voie d'escalade en bloc située à Cresciano dans le canton du Tessin en Suisse. Sa première ascension est réalisée le 28 octobre 2000 par Fred Nicole, qui évalue sa cotation à 8C. Depuis lors, de nombreux autres grimpeurs de renom ont répété son ascension et l'ont coté 8B+. Il s'agit d'une voie de bloc en 21 mouvements dans un devers à 50° pour une longueur totale de 10 m.

## Réalisations
Lors de son ouverture, Fred Nicole évalue la cotation de Dreamtime à 8C, ce qui en fait le premier bloc de cette difficulté au monde. Peu de temps après l'ouverture de ce bloc, Thomas Willenberg ouvre une variante de la voie en réalisant un départ debout qui est coté 8A+. En 2001, Bernd Zangerl fait la première répétition de ce bloc après de nombreux essais et garde sa cotation à 8C. En janvier 2002, Dave Graham réalise la 2e répétition du bloc, mais cette fois le jeune grimpeur le cote 8B+ en raison des prises qui ont été taillées dans la voie et qui facilitent désormais son escalade,. Ceci déclenchera par la suite une controverse sur la cotation du bloc. De début 2002 jusqu'à la fin 2009, de nombreux grimpeurs répètent cette voie, dont notamment Chris Sharma, Christian Core, Dai Koyamada ou encore Adam Ondra, et la majorité d'entre eux la cotent à 8B+.
En novembre 2009, une des prises de la voie se casse, ce qui remet temporairement en question la faisabilité de ce bloc car il s'agit d'une des prises utilisées pour réaliser un des mouvements clé de l'ascension,. Le 12 décembre 2009, Nalle Hukkataival réussi à faire la variante avec un départ debout qu'il cote 8B et après quelques essais infructueux sur la voie complète il évalue sa cotation à 8C. Puis le 21 décembre 2009, Adam Ondra réalise la première ascension de la nouvelle version de la voie complète appelée New Dreamtime ou Dreamtime Reclimbed et propose une cotation de 8B+. En 2010, Tatsuya Muraoka et Paul Robinson répètent cette nouvelle version et lui attribuent la même difficulté.

## Répétiteurs
1.	Fred Nicole (CHE)		28/10/2000       ouverture
2.	Bernd Zangerl (AUT)		1/04/2001
3.	Dave Graham (USA)		30/01//2002
4.	Chris Sharma (USA)		1/08/2002
5.	Christian Core (ITA)		14/02/2003
6.	Thomas Willenberg (GER)		9/04/2003
7.	Malcolm Smith (GBR)		7/02/2004
8.	Mauro Calibani (ITA)		27/02/2004
9.	James Litz (USA)		3/03/2004
10.	Christoph Cepus (AUT)		1/04/2004
11.	Lionel Lamberlin (FRA)		5/05/2004
12.	Dai Koyamada (JPN)		9/11/2004
13.	Nalle Hukkataival (FIN)		10/03/2005
14.	Martin Moser (ITA)		8/03/2005
15.	Martin Cermak (CZE)		30/03/2006
16.	Tyler Landman (GBR)		23/11/2006
17.	Daniel Woods (USA)		16(18?)/11/2007
18.	Jon Cardwell (USA)		14/12/2007
19.	Kilian Fischhuber (AUT)		15/12/2007
20.	Gabriele Moroni (ITA)		2/02/2008
21.	Adam Ondra (CZE)		23/03/2008
Nouvelle version
21.	Adam Ondra (CZE)	        21/12/2009
22.	Tatsuya Muraoka (JPN)		avant 19/03/2010
23.	Paul Robinson (USA)		25/11/2010
24.	Giuliano Cameroni (SUI)		06/01/2015